# Toujours elle
Toujours elle est une mélodie d'Augusta Holmès composée en 1892.

## Composition
Augusta Holmès compose Toujours elle en 1892, sur un texte écrit par elle-même. La mélodie existe dans deux versions, l'une pour contralto, mezzo-soprano ou baryton en si majeur, l'autre pour soprano ou ténor. L'œuvre est publiée aux éditions Tellier.